# Annette Strøyberg
Annette Susanne Strøyberg, även känd som Annette Vadim, född 7 december 1936 på Fyn, död 12 december 2005 i Köpenhamn, var en dansk skådespelare.
Hon var åren 1958-1960 gift med den franske filmregissören Roger Vadim och fick med honom en dotter. Därigenom är hon känd även under namnet Annette Vadim.
Hon slog igenom 1959 i Vadims film Farliga förbindelser, där hon i en scen framträdde helt naken. Nakenscenen klipptes bort, men efter ett ingripande av Frankrikes president, Charles de Gaulle, ändrade censuren på sitt beslut. 
Efter skilsmässan från Vadim kom Stroyberg till Italien, där hon spelade in ett tjugotal filmer, bland annat för Roberto Rossellini. Bland hennes övriga filmer märks Il Carabiniere a Cavallo (1961) och Un soir...par hasard (1963).